# Station Stratford
Stratford is een station van National Rail, de Docklands Light Railway en de metro van Londen aan de Central Line en Jubilee Line. Het station is geopend in 1839. Bij de Olympische Zomerspelen 2012 was dit station de hoofdtoegangspoort tot de spelen. Het station ligt aan het Great Eastern Main Line van Londen naar Norwich, 7 minuten buiten Londen Liverpool Street. Het station ligt ook aan de North London Line en Lea Valley Lines.

## Geschiedenis

### Eastern Counties Railway
Op 20 juni 1839 opende de Eastern Counties Railway (ECR) het eerste station van Stratford met een stationsgebouw langs de Angel Lane. Het stationsgebouw lag haaks boven de sporen aan de oostkant van de perrons. De Northern and Eastern Railway (N&ER) voegde zich op 15 september 1840 bij de ECR toen ze het eerste deel van haar lijn naar Cambridge via Broxbourne opende. Naast een eigen station bouwde N&ER een opstelterrein en een locomotieven loods op de plaats waar later een winkelcentrum en Station Stratford International is gebouwd. 
Destijds was er geen wetgeving die de spoorwijdte voorschreef en de directeuren van ECR wilden aanvankelijk de spoorwijdte van de Great Western Railway aanhouden die 7 voet (2134 mm) gebruikte. Ingenieur John Braithwaite adviseerde echter een spoorwijdte van 5 voet (1524 mm) om op de slijtage aan locomotieven te beperken, hetgeen werd opgevolgd. Door deze keuze was de N&ER gedwongen om haar lijn ook met 1524 mm spoor te bouwen aangezien ze tussen Stratford en Bishopsgate over de sporen van de ECR wilde rijden. Verlengingen van de ECR waren aanleiding om zowel de bestaande ECR als de N&ER om te bouwen op normaalspoor en daarmee aan te sluiten op de ontwikkelingen rond het spoorwegnet. De ombouw vond plaats in september en oktober 1844 en in 1847 werd een nieuw station geopend in de punt tussen de beide spoorlijnen ter vervanging van het station langs Angel Lane. De toegang van het nieuwe station kwam bij Station Street.
De lijn op maaiveld niveau, sinds 2011 de Stratford International tak van de DLR, werd in 1846 geopend als goederenlijn van de N&ER naar Thames Wharf. De doorgang onder het hoofdspoor was voor veel locomotieven te laag en daarom werd een aantal locomotieven voorzien van scharnierende schoorstenen om het spoor te kunnen berijden. Door een verbindingsboog was ook de ECR, de latere  Great Eastern Main Line, zodat dat de havens ook vanuit Colchester bereikt konden worden. 
Op 18 juli 1846 vond een aanrijding plaats in het station van Stratford tussen een goederentrein en de trein uit Ipswich. De goederentrein ramde de achterste rijtuigen van de personentrein en van de tien zwaargewonde reizigers overleed er een. De havenlijn werd vanaf 1847 zelf ook gebruikt door reizigersdiensten naar North Woolwich. 
In 1854 kwam de London Tilbury and Southend Railway (LTSR) ook in Stratford nadat ze bij Forest Gate op de hoofdlijn van ECR. Ten westen van Bow Junction ging de LTSR weer over eigen sporen verder naar hub station Fenchurch Street. Sommige rijtuigen werden in Stratford afgekoppeld en meegegeven met de ECR naar Bishopsgate. Deze koerswagens werden in 1856 afgeschaft omdat reizigers de voorkeur gaven aan Fenchurch Street dat gunstiger ligt voor de City. In verband met de uitbreiding van het aantal ritten van de LTSR werd een derde spoor gebouwd van Stratford naar Bow Junction dat werd gebruikt door de diensten van en naar Fenchurch Street en ook een eigen perron kreeg bij Stratford. Dit perron bleek geen ontlasting van Stratford en om de drukte te verminderen werd in 1856 toestemming gevraagd om een lijn aan te leggen tussen Barking en Gas Factory Junction (Bow), die in 1858 werd geopend. Daarna reden LTSR treinen niet langer via Stratford maar over het eigen spoor langs West Ham.
In 1855 waren er verbindingssporen van zowel de benedenste als de bovenste perrons naar de North London Line en een verbindingsboog die treinen van Liverpool Street naar North Woolwich en v.v. in staat stelde Stratford helemaal te vermijden maar wel Stratford Market, op korte afstand, aandeed. Ritten van de Noord-Londen-lijn reden normaal gesproken tussen Victoria Park en Stratford Market. Deze dienst bestond van 1866 tot 1874 en werd tot en met 31 oktober 1874 afwisselend door de Great Eastern Railway en de North London Railway verzorgd. De North London Railway reed van 1 juli 1855 tot en met 30 september 1855 twee slagen per dag tussen Chalk Farm (destijds Hampstead Road) en Tilbury via Victoria Park, de bovenste perrons van Stratford en Forest Gate Junction.
Op 22 augustus 1856 begonnen de diensten op Loughton die gebruik maakten van de perrons voor de diensten door de Lea vallei van de N&ER. Ongeveer 800 m ten noorden van Straford takte de lijn naar Loughton af van die naar Cambridge. Aanvankelijk reden maandag t/m zaterdag negen slagen per dag naar Fenchurch Street en op zondag naar Bishopsgate. Rond 1860 raakten de spoorwegen in East Anglia in financiële moeilijkheden en de meeste verhuurden de trajecten aan ECR. De regering gaf pas in 1862 toestemming voor een fusie die vervolgens Great Eastern Railway (GER) werd genoemd. Hierdoor werd station Stratford in 1862 van de GER.

### Great Eastern Railway
De Loughton-tak werd op 24 april 1865 verlengd naar Ongar en in 1874 reden er in totaal 40 treinen per dag, waarvan 12 tot Epping, terwijl de rest al eerder omkeerden naar de stad (10 in Loughton en 18 in Epping). In de normale dienst reden ze naar het toen net geopende Station London Liverpool Street, terwijl in de spits enkele diensten naar Fenchurch Street bleven bestaan.
Hoewel de LTSR sinds 1858 niet meer langs Stratford reed bleef Stratford een druk station en in september en oktober 1866 kwam daar nog een dienst van de North London Railway tussen Chalk Farm en Barking via Victoria Park Straford en Forest Gate bij. Deze extra dienst was op 10 september 1866 betrokken bij een aanrijding met 10 gewonden. Het onderzoeksverslag dat "Stratford volledig moet worden herschikt, uitgebreid en uitgerust met moderne verbeteringen voor wissels en seinen, omdat het in zijn huidige staat vrij ontoereikend lijkt voor het verkeer dat er doorheen gaat". Hoewel een van de seinhuizen kort daarna rijwegbeveiliging kreeg werden de overige werkzaamheden tot 1877 uitgesteld in verband met de slecht financiële positie van GER. De overbelasting was aanleiding om de extra dienst van de North London Railway al na twee maanden te staken. 
In 1877 begon de herbouw van het station die de volgende wijzigingen omvatte:
- Een vierde spoor werd toegevoegd tussen Bow Junction en Stratford.
- Western Junction (waar een uitloper naar de Woolwich-lijn bestond samen met verschillende oversteekplaatsen) werd verder naar het westen verplaatst.
- Nieuwe goederenlijnen toegevoegd aan de onderkant (noord) van de lijn tussen Western Junction en de Cambridge-lijnplatforms - wijzigingen aangebracht bij Central Junction om hieraan tegemoet te komen.
- Nieuwe goederensporen tussen Western Junction en Maryland Point seinhuis (ten westen van het huidige station Maryland uit 2015).
- Oostboog, waardoor goederentreinen van de hoofdlijn rechtstreeks toegang konden krijgen tot de laaggelegen lijn naar de dokken, werd opnieuw uitgelijnd.
- Nieuwe seinhuizen op oostelijke, centrale en westelijke knooppunten.

In 1886 en 1887 werden verbeteringen aangebracht aan de stationsgebouwen en werden de luifels verlengd.
Op 26 december 1886 ontspoorde een trein op het station van Stratford omdat tegenover elkaar liggende wissels niet goed op hun plaats waren vergrendeld. Hierbij was er geen verlies aan mensenlevens.
In 1889 was het verkeer op de GER zo gegroeid dat een viersporigheid van de trajecten tussen Bethnal Green en Bow Junction aan de westkant en tussen Maryland Point en Romford aan de oostkant werd voorgesteld.De grote verbouwing die plaats vond tussen 1891 en 1893 bestond uit:
- Twee extra sporen van Bow Junction resulterend in in totaal zes sporen (genaamd Up and Down Local, Up and Down Through en Up and Down Fenchurch Street).
- Om dit in te passen werden de lijnen van en naar Fenchurch Street ten westen van het station naar het zuiden afgebogen.
- De 1877 seinhuizen bij Western, Central en Eastern Junctions werden allemaal vervangen tussen 1891 en 1893.
- Carpenters Road boog toegevoegd (Western Junction naar Carpenters Road Junction).

In 1896 werd de lage lijn onder de hoofdlijn afgezonken zodat locomotieven geen scharnierende schoorstenen meer nodig hadden. In juli 1897 was het duidelijk dat het besluit om geen perrons langs de beide doorgaande sporen te bouwen, operationele problemen veroorzaakte. Om dit aan te pakken werd in 1900 een nieuw perron langs de Up Through-lijn gebouwd.
De Fairloplus werd geopend op 1 mei 1903 en de diensten liepen over het algemeen heen en weer vanaf Liverpool Street of Fenchurch Street. De route van deze diensten was Liverpool Street – Stratford – Ilford – Fairlop Loop – Woodford – Stratford – Liverpool Street en omgekeerd. Op 1 januari 1923 werd de GER onderdeel van de London & North Eastern Railway (LNER).

### Londen en North Eastern Railway
In de jaren dertig trokken elektrische trams veel verkeer van het spoor en er werden voorstellen gedaan om de lijnen tussen Liverpool Street en Shenfield te elektrificeren met 1500 V =. In 1938 werd het werk gegund en gingen de aannemers aan de slag. Ondanks het uitbreken van de Tweede Wereldoorlog in 1939 werden de werkzaamheden tot eind 1940 voortgezet. In februari 1946 kondigde de LNER aan dat het werk zou worden hervat. In het kader van het New Works Programme van London Transport was in 1935 ondergronds begonnen aan de verlenging van de Central Line ten oosten van Liverpool Street. Deze verlenging komt vlak ten westen van Stratford bovengronds en ten oosten van Stratford zouden de diensten naar Loughton en verder onderdeel worden van de Central Line. Ook deze werkzaamheden werden in verband met de oorlog opgeschort. De Central Line diensten begonnen op 4 december 1946 met Stratford als eindpunt. Op 5 mei 1947 was de tunnel tussen Stratford en Leyton gereed en tot 1949 werd de Loughtonlijn geleidelijk tot Epping, Ongar en Hainault overgenomen door de metro. Tot 1957 reden treinen van en naar Epping en Ongar vanaf spoor 11 en 12 via de aansluiting uit 1856, terwijl treinen van en naar de Hainaultlus de sporen 5 en 8 gebruikten en via een aansluiting tussen Ilford en Seven Kings werd Hainault bereikt. Daarna werden alle diensten door de Central Line verzorgd en werd de aansluiting bij Ilford vervangen door een werkplaats zonder verbinding met de Hainaultlus.

### British Rail
De nationalisatie van de Britse spoorwegen in 1948 betekende dat de LNER en daarmee station Strtford onderdeel werd van de Eastern Region van British Railways. Thomas Bennet ontwierp een nieuw stationsgebouw dat in 1948 werd geopend. De stilgelegde elektrificatie werd na het einde van de vijandelijkheden hervat op 3 december 1946. Op 26 september 1949 was de lijn Liverpool Street – Shenfield onder de draad. De dienstregeling was afgestemd op stoomtreinen die ook nog tussen de elektrische diensten werden ingezet. Op 5 november 1949 werden de diensten naar Fenchurch Street via Bow beëindigd en vanaf 7 november 1949 werd volledig elektrisch gereden.
Op 8 april 1953 vond een aanrijding plaats in de tunnels van de Central Line net ten oosten van het station van Stratford.
In 1960-61 werd het 1.500 V = systeem op de lijnen naar Southend en Chelmsford via Shenfield vervangen door 6,25 kV wisselstroom. In het najaar van 1980 werd dit vervangen door de standaard 25 kV wisselstroom. 
De Docklands Light Railway (DLR) werd op 31 augustus 1987 met als noordelijk eindpunt het kopspoor langs perron 4 dat ooit was aangelegd voor de diensten van en naar Fenchurch Street zonder dat het daar ooit voor gebruikt is. De DLR gebruikte oude havenlijnen door Bow en Poplar tussen Stratford en de nieuwe zakenwijk op het Isle of Dogs.

### Jubilee Line
In het kader van de aanleg van de Jubilee Line werd ten westen van het stationsgebouw uit 1948 een nieuw gebouw boven de lage sporen opgetrokken. Wilkinson Eyre ontwierp een gebouw van staal en glas met een gebogen dak waarin ook een nieuwe kaartverkoop werd ondergebracht. Het gebouw uit 1948 werd gesloopt en op 14 mei 1999 begon een eilandbedrijf op de Jubilee Line tot aan North Greenwich. In november 1999 was de hele lijn naar Green Park en Stanmore doorgaand berijdbaar.

## Verbouwing voor 2012 Olympische spelen
In 2005 is een nieuwe aansluiting gebouwd van Stratford naar de Lea Valley Line, en sinds april 2009 zijn er directe treinen van Stratford naar Tottenham Hale en Bishops Stortford, deze treinen vertrekken van spoor 11 en 12. In 2007 zijn de oude North London Line sporen (1 en 2) gesloten, en naar het hoge niveau verplaatst. In augustus 2011 zijn de oude sporen 1 en 2 als spoor 16 en 17 in dienst genomen door de Stratford International-tak van de Docklands Light Railway. In september 2011 is het mega-winkelcentrum Westfield Stratford geopend, met een nieuwe loopbrug over de sporen en het busstation van Stratford.

### Crossrail
Door de groei van het aantal reizigers sinds de Tweede Wereldoorlog is in 2020 Stratford uitgegroeid van een druk overstappunt tot een van de belangrijkste spoorwegknooppunten van Groot-Brittannië. De groei zal naar verwachting doorgaan door de opening van de Elizabeth line van Crossrail op 17 mei 2022 en als de internationale treinen weer gaan stoppen op het nabijgelegen Stratford International dat anno 2021 alleen bediend wordt door binnenlandse diensten. De Elizabeth Line is formeel onderdeel van het nationale spoorwegnet maar wordt bereden en onderhouden door Transport for London.

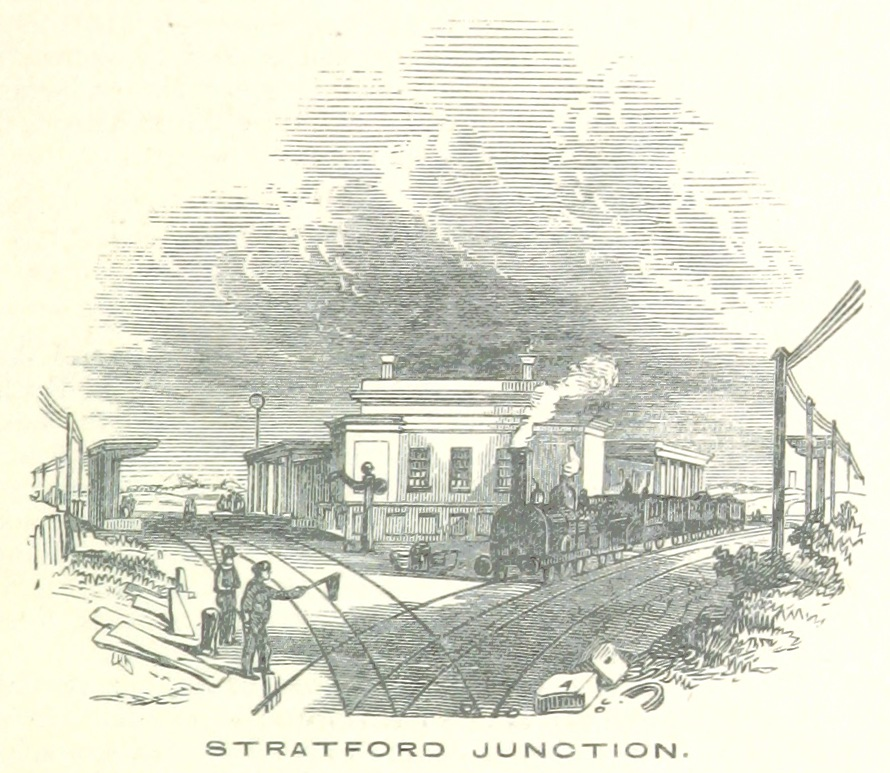
Het station in 1851
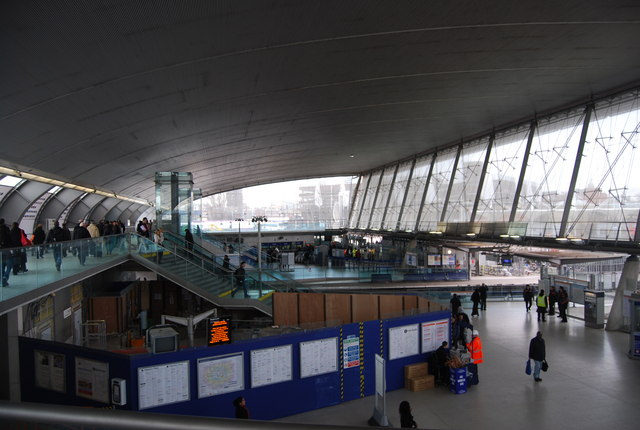
Het interieur in 2009
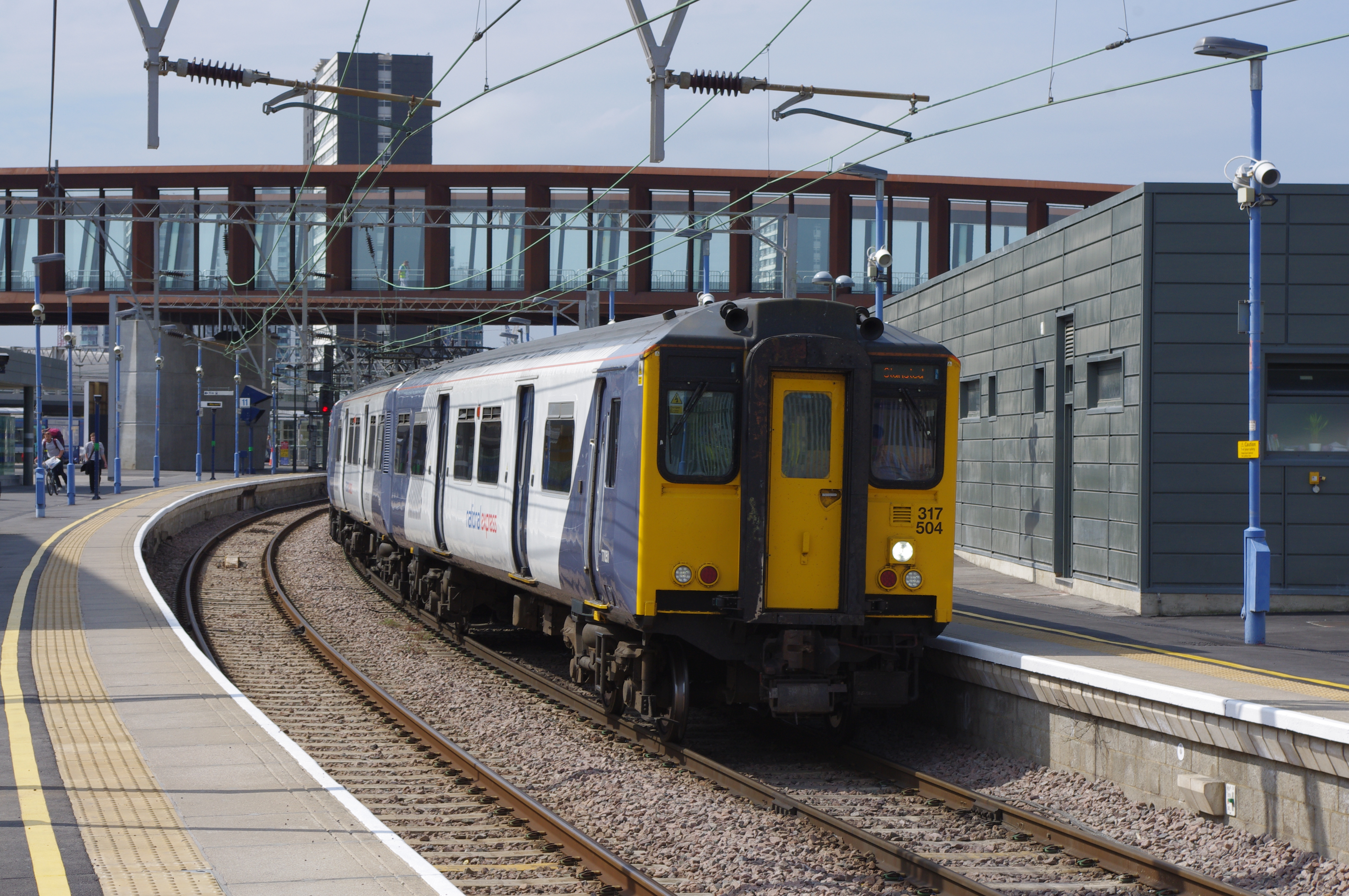
NXEA trein naar Bishops Stortford bij Stratford

## Ligging en inrichting
Het stationsgebouw ligt bij de splitsing van de Great Eastern Main Line en West Anglia Main Line, 6,5 km ten oosten van Liverpool Street, aan de zuidoostkant van de spoordijk. De sporen van deze lijnen van het nationale spoorwegnet liggen in noordoost-zuidwest richting terwijl de sporen van Transport for London haaks op deze sporen op maaiveld niveau liggen. Daarnaast heeft de overground twee kopsporen ten noorden van de hoofdlijnen eveneens op de spoordijk en liggen de sporen van de Central Line tussen die van het nationale spoorwegnet zodat een overstap op hetzelfde perron mogelijk is. Sinds 2007 ligt een eilandperron tegen de zuidwestgevel van het stationsgebouw ten behoeve van de noordtak van de DLR.   
De ingang van het stationsgebouw ligt aan de oostkant aan de station street. Die kant van de stationshal is met een reizigerstunnel verbonden met de perrons op de spoordijk. De perrons van de DLR en de Jubilee Line zijn bereikbaar vanaf een bordes in het stationsgebouw op dezelfde hoogte als de perrons op de spoordijk. De noordtak van de DLR, de Jubilee Line en de North London Line hebben hun eindpunt op de kopsporen bij Stratford, de Stratford International tak van de DLR loopt naast de reizigerstunnel onder het station door naar het 370 meter noordelijker gelegen station van de hogesnelheidslijn.   
Alle lijnen in Stratford zijn geëlektrificeerd, hoewel een paar passagiers- en vrachtdiensten die door dit station gaan, worden getrokken door diesellocomotieven. Ooit waren er vier verschillende stroomsystemen in gebruik, een record onder de stations in Londen. De North London Line schakelde over van derde rail op bovenleiding toen ze naar de nieuwe kopsporen ging rijden. De gebruikte systemen in het station zijn:
25 kV 50 Hz bovenleiding (Nationale spoorwegnet en North London Line)
630 V = stroomrails (London Underground) 
750 V = derderail (Docklands Light Railway)

## Omgeving

### Goederenverkeer
Op korte afstand ten noorden van het station aan de lijn naar Cambridge ligt het rangeerterrein Temple Mills. In het stoomtijdperk waren er drie terreinen voor goederenverkeer in de omgeving van Stratford terwijl ook de locomotieven fabriek Stratford Works en de locomotievenloods, op de plaats van het latere Stratford International, eveneens goederenverkeer genereerden.
- Een klein opstelterrein voor goederentreinen lag ten noorden van het station aan de oostkant van de lijn. Het deed vooral dienst als losplaats voor kolen voor huishoudelijk gebruik, hoewel het terrein kort voor sluiting in de jaren zestig werd gebruikt als ontvangstpunt voor betonnen onderdelen voor de bouw van torenflats in Newham.
- Aan de Carpenters Road, ongeveer een 400 meter ten zuidwesten van het station van Stratford, lag een overslag dat in 1900werd geopend. Dit bestond uit vier lange opstelsporen en hield zich, tot de sluiting op 7 december 1964, voornamelijk bezig met kolen en bouwmaterialen.
- In 1879 werd een overslag voor groenten en fruit geopend bij station Stratford Market, op de plaats waar sinds 1999 het depot van de Jubilee Line staat.

Deze drie goederenstations werden tot 1923 geëxploiteerd door de Great Eastern Railway toen ze werden overgenomen door de London & North Eastern Railway. De nationalisatie in 1948 betekende dat ze onderdeel werden van de British Railways Eastern Region.
De Midland Railway opende een goederenoverslag die anno 2021 nog steeds in gebruik is voor bouwmaterialen en tijdens de aanleg van het Olympisch terrein gebruikt werd om  voor de aanvoer van bouwmaterialen.
Tussen de stations Stratford en Maryland bevonden zich aan de zuidkant van de lijn de veestallen van Windmill Lane, terwijl aan de noordkant vier particuliere opstelsporen van Young & Martens lagen.
In de jaren zestig werd een deel van de Stratford Works omgebouwd tot de London International Freight Terminal (LIFT) die in 1967 werd geopend en er was een overslag van Freightliner die tussen 1967 en 1994 in bedrijf was ongeveer ter hoogte van het Olympisch zwembad.

### Stratford International
Hoofd artikel: Station Stratford International
Het nabijgelegen Stratford International werd op 30 november 2009 geopend voor kennismakingsritten. Sinds 13 december 2009 is Southeastern begonnen met de volledige binnenlandse  hogesnelheidsdienst tussen London St Pancras, Stratford International, Ebbsfleet International en Ashford in Kent. De verlenging van de Docklands Light Railway tot 'Stratford International' vormt sinds 31 augustus 2011 een verbinding tussen de twee stations. Voetgangers kunnen over een wandelroute door winkelcentrum Westfield Stratford City tussen de stations heen en weer.
Ondanks de naam van Stratford International, rijden er geen internationale treinen, en Eurostar , de enige internationale vervoerder, is niet van plan om dat te doen. In plaats daarvan moeten internationale reizigers naar London St Pancras of Ebbsfleet reizen en daar overstappen. Er zijn een aantal potentiële vervoerders die het station voor internationale diensten kunnen gebruiken, zoals de door Deutsche Bahn voorgestelde dienst Londen-Frankfurt/Amsterdam en de Transmanche Metro met stops op alle stations tussen Londen en Calais.

### Stratford City
Stratford City is de wijk die voortkomt uit het Olympisch dorp van 2012. Als voorbereiding op de Olympische Spelen en de daarop volgende ontwikkeling van Stratford City is een nieuwe toegang met stationshal gebouwd aan de noordkant van de spoordijk. Beide bestaande reizigerstunnels zijn naar het noorden doorgetrokken om verbinding te maken met de stationshal. De eerder gesloten oostelijke reizigerstunnel die bij het oude station hoorde is opgeknapt en weer in gebruik genomen voor de overstappers tussen de North London Line en de andere perrons op de spoordijk. Er is ook een nieuwe voetgangersbrug gebouwd om het winkelcentrum Stratford te verbinden met de nieuwbouw van Stratford City. Deze verbindt ook de kaartverkoop op de tussenverdieping met de nieuwe noordelijke hal. De noordelijke stationshal en de voetgangersbrug zijn op 13 september 2011 samen met winkelcentrum Westfield Stratford City geopend.

### Busstations
Zowel bij de noordelijke als de zuidelijke toegang is een busstation die beide worden bediend door stadsbussen en diensten door het Queen Elizabeth Olympic Park.

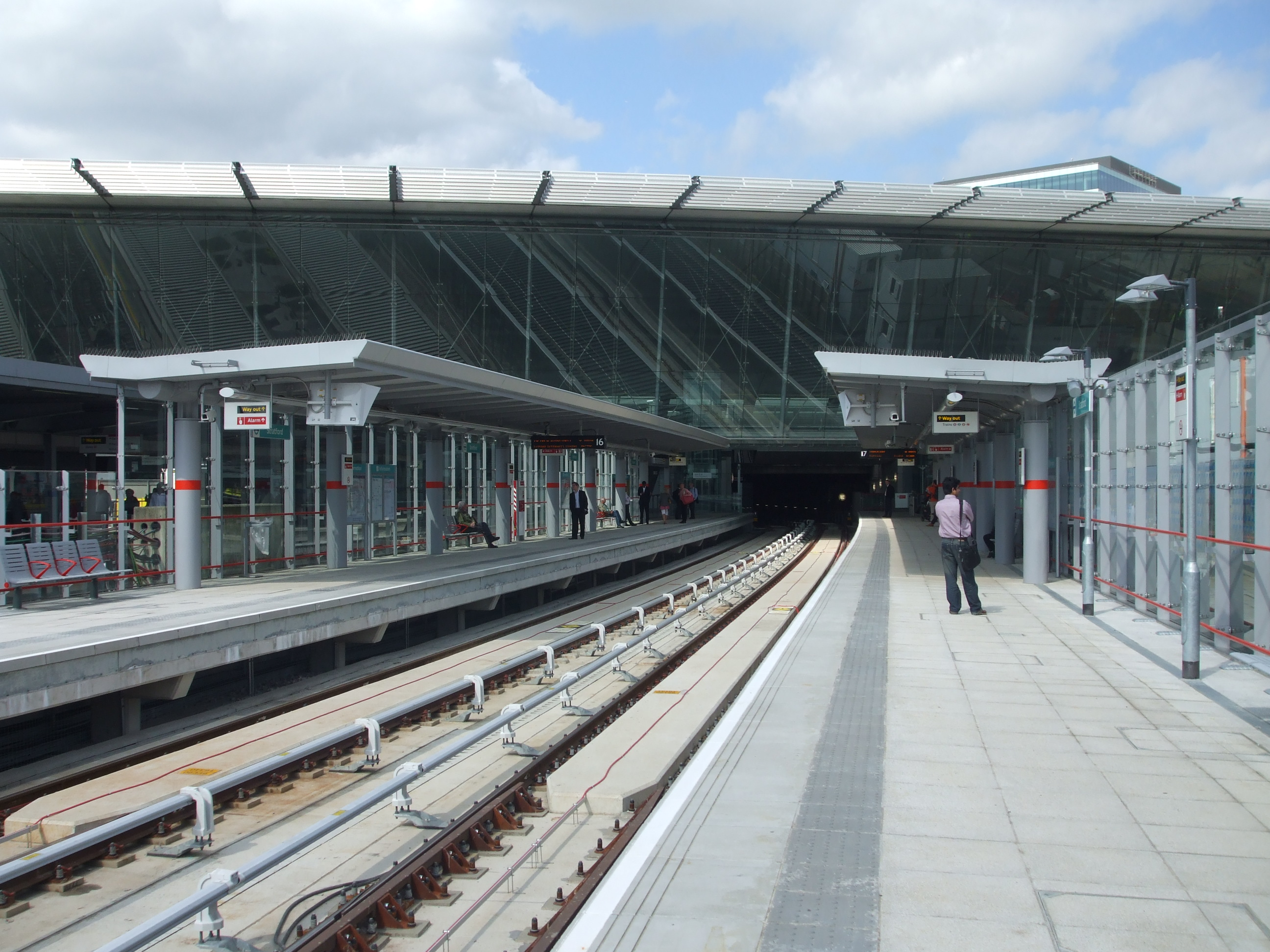
De DLR sporen aan de Stratford International tak op maaiveld niveau
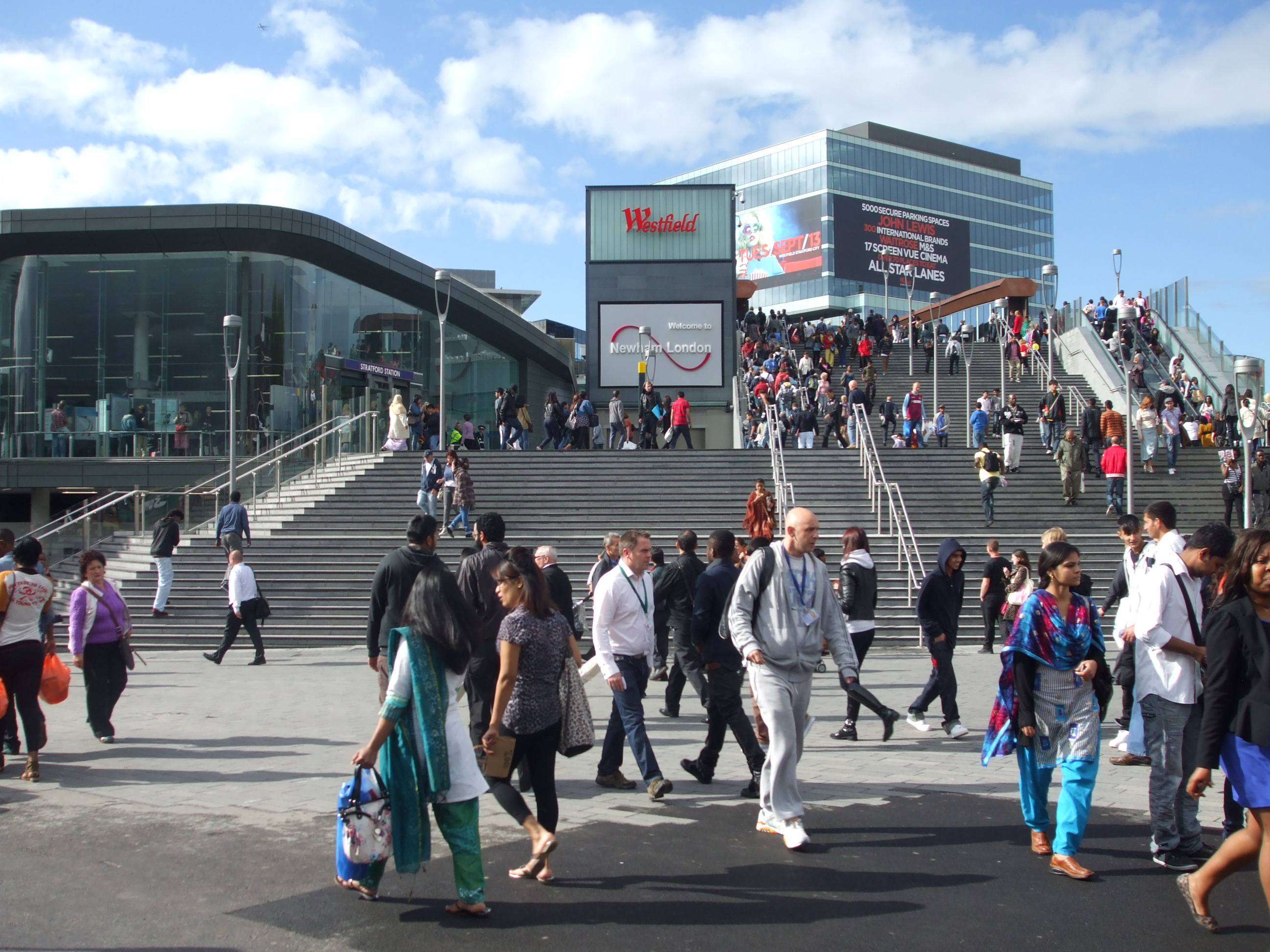
De voetgangersbrug  naar Westfield
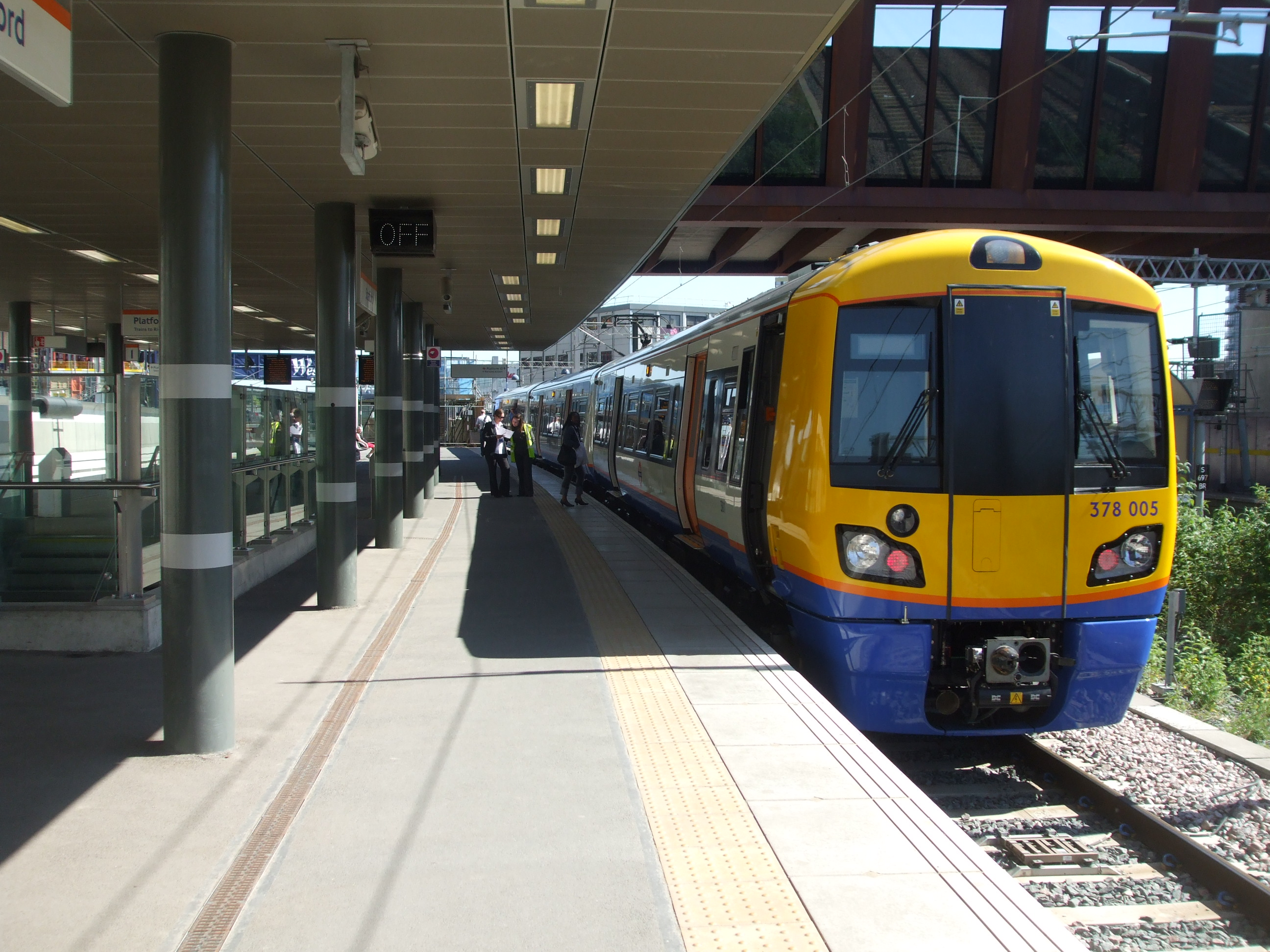
London Overground trein bij Stratford
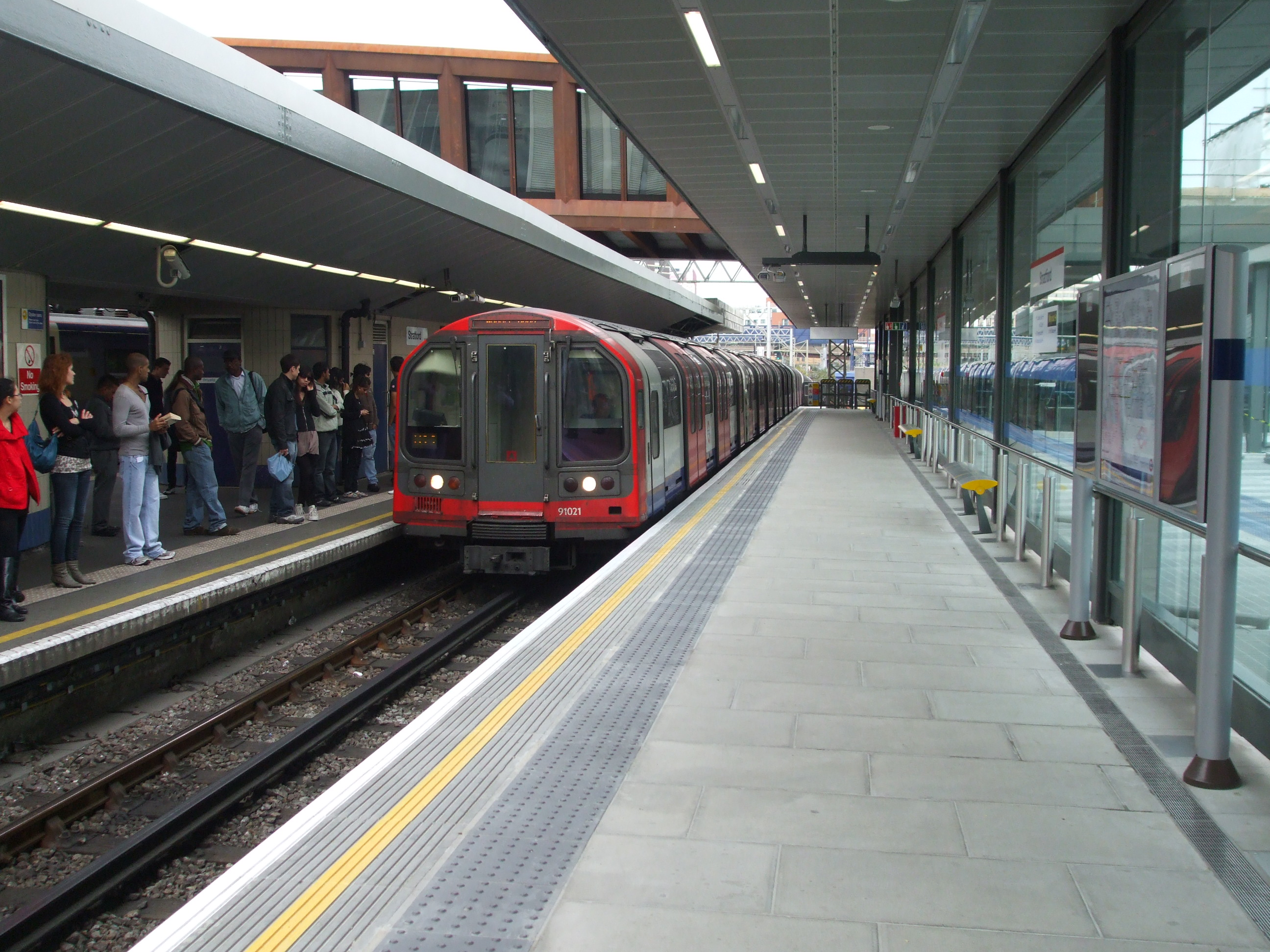
Central Line trein bij Stratford
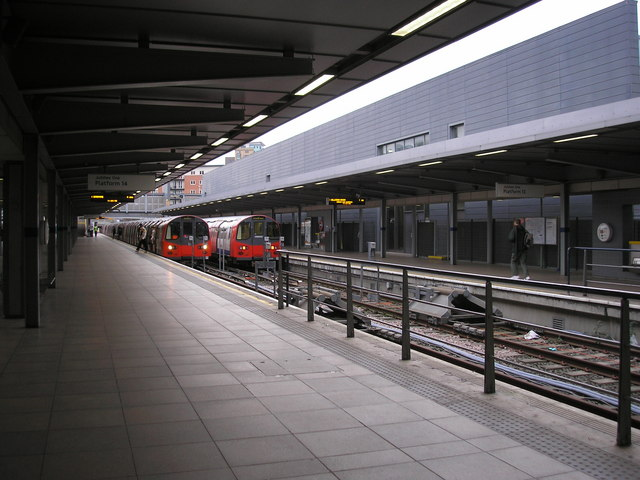
Jubilee Line treinen bij Stratford
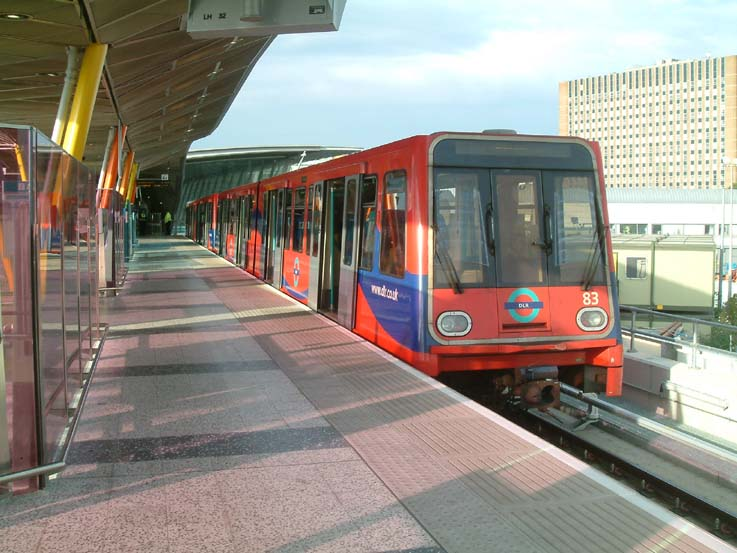
Docklands Light Railway richting Poplar en Lewisham bij Stratford

## Reizigersdiensten
Het is het drukste station van het metronetwerk buiten zone 1.
Reizigerstreinen worden door Greater Anglia, London Overground en sommige door c2c gereden. De normale dienstregeling is als volgt:
- Intercity London Liverpool Street naar Norwich.
  - 1 trein per uur stopt in Londen Liverpool Street, Stratford, Chelmsford, Colchester, Manningtree, Ipswich, Stowmarket, Diss en Norwich.

- Sneltrein London Liverpool Street naar Clacton.
  - 1 trein per uur stopt in Londen Liverpool Street, Stratford, Shenfield, Chelmsford, Witham, Colchester, Wivenhoe, Thorpe-le-Soken en Clacton-on-Sea. Deze trein stopt ook in Marks Tey, Alresford en Great Bentley op zondag.

- Stoptrein London Liverpool Street naar Ipswich.
  - 1 trein per uur stopt in Londen Liverpool Street, Stratford, Shenfield, Chelmsford, Hatfield Peverel, Witham, Kelvedon, Marks Tey, Colchester, Manningtree en Ipswich.

- Stoptrein London Liverpool Street naar Colchester Town.
  - 1 trein per uur stopt in Londen Liverpool Street, Stratford, Romford, Shenfield, Ingatestone, Chelmsford, Witham, Kelvedon, Marks Tey, Colchester en Colchester Town. Rijdt niet op Zondag.

- Stoptrein London Liverpool Street naar Braintree.
  - 1 trein per uur stopt in Londen Liverpool Street, Stratford, Shenfield, Ingatestone, Chelmsford, Witham, White Notley, Cressing, Braintree Freeport en Braintree.

- Stoptrein London Liverpool Street naar Southend Victoria.
  - 2 treinen per uur stoppen in Londen Liverpool Street, Stratford, Shenfield, Billericay, Wickford, Rayleigh, Hockley, Rochford, Southend Airport, Prittlewell, Southend Victoria.
  - 1 trein per uur stopt in Londen Liverpool Street, Stratford, Romford, Shenfield, Billericay, Wickford, Rayleigh, Hockley, Rochford, Southend Airport, Prittlewell, Southend Victoria.

- Stoptrein Stratford naar Bishops Stortford. Met deze treinen kunt u overstappen in Tottenham Hale voor Cambridge en Luchthaven Londen Stansted.
  - 1 trein per uur stopt in Stratford, Tottenham Hale, Waltham Cross, Cheshunt, Broxbourne, Harlow Town, Sawbridgeworth en Bishops Stortford.
  - 1 trein per uur stopt in Stratford, Tottenham Hale, Northumberland Park, Enfield Lock, Cheshunt, Broxbourne, Roydon, Harlow Town, Harlow Mill, Sawbridgeworth en Bishops Stortford.

- Elizabeth line Paddington naar Shenfield.
  - 6 treinen per uur stoppen in Paddington, Bond Street, Tottenham Court Road, Farringdon, Liverpool Street, Whitechapel, Stratford, Maryland, Forest Gate, Manor Park, Ilford, Seven Kings, Goodmayes, Chadwell Heath, Romford, Gidea Park, Harold Wood, Brentwood en Shenfield.

- London Overground Richmond naar Stratford.
  - 4 treinen per uur stoppen in Richmond, Kew Gardens, Gunnersbury, South Acton, Acton Central, Willesden Junction, Kensal Rise, Brondesbury Park, Brondesbury, West Hampstead, Finchley Road & Frognal, Hampstead Heath, Gospel Oak, Kentish Town West, Camden Road, Caledonian Road & Barnsbury, Highbury & Islington, Canonbury, Dalston Kingsland, Hackney Central, Homerton, Hackney Wick en Stratford.

- London Overground Clapham Junction naar Stratford.
  - 2 treinen per uur stoppen in Clapham Junction, Imperial Wharf, West Brompton, Kensington (Olympia), Shepherd's Bush, Willesden Junction, Kensal Rise, Brondesbury Park, Brondesbury, West Hampstead, Finchley Road & Frognal, Hampstead Heath, Gospel Oak, Kentish Town West, Camden Road, Caledonian Road & Barnsbury, Highbury & Islington, Canonbury, Dalston Kingsland, Hackney Central, Homerton, Hackney Wick en Stratford

- Enkele c2c treinen van Londen Liverpool Street naar Barking, Grays en Shoeburyness

- Enkele bovengrondse spitsdiensten van Greater Anglia tussen Liverpool Street en Gidea Park.

Als voorloper van de Elizabeth Line verzorgde TfL sinds 2015 de voorstadsdienst tussen Liverpool Street en Shenfield. Deze dienst is het oostelijke deel van de Elizabeth Line maar rijdt ten westen van Stratford bovengronds. De Elizabeth line is op 24 mei 2022 van de start gegaan, al moesten de reizigers tot 6 november 2022 nog steeds overstappen tussen de bovengrondse en ondergrondse stations bij Liverpool Street om de reis voor te zetten. Hierdoor bleef de situatie die sinds 2015 bestond voortbestaan en was eigenlijk alleen de naam gewijzigd van TfL Rail in Elizabeth Line. Op 6 november 2022 werd de tunnel tussen Pudding Mill Lane en Whitechapel geopend waarmee de overstap bij Liverpool Street verviel. Ondanks deze tunnel onderhoudt Greater Anglia nog steeds een enkele dienst in de ochtendspits over het bovengrondse traject tussen Stratford en Liverpool Street. Vanaf mei 2023 worden rechtstreekse verbindingen tussen Stratford en Heathrow Airport en het nog westelijker gelegen Reading in de dienstregeling opgenomen.

## Toekomst
De Stansted Express kan in de toekomst Stratford aandoen via de West Anglia Main Line, zodat Stratford weer een rechtstreekse verbinding krijgt met de luchthaven Stansted. Om een snellere verbinding tussen Chingford en Stratford de realiseren is voorgesteld om de Hall Farm Curve te heropenen voor een dienst van Liverpool Street naar Chingford via Stratford. Hierdoor kan de reistijd tussen Chingford en Stratford worden teruggebracht tot 20 minuten en tussen Walthamstow en Stratford van 35 tot 12 minuten.